# Estadio Kuala Lumpur
El Estadio Kuala Lumpur también nombrado Estadio KLFA (en malayo: Stadium KLFA) es un estadio de usos múltiples ubicado en Cheras, Kuala Lumpur, la capital del país asiático de Malasia. Actualmente se utiliza para los partidos de fútbol del club Kuala Lumpur FA de la Superliga de Malasia.
Algunos antiguos equipos de Malasia que utilizaron el estadio incluyen Felda United, PDRM FA y FC PLUS. El estadio tiene capacidad para 18 000 personas. El espacio ha sido cerrado desde julio de 2011 debido a la renuencia del Ayuntamiento para reparar el campo. A principios de 2012, este estadio empezó a ser utilizado para partidos de rugby. Se utilizó también para los primeros partidos de 2013, entre Kelab Rakan Muda Malasia vs Singapore Cricket Club.